# Холл, Дон
Дон Холл (англ. Don Hall; родился 8 марта 1969 года) — американский кинорёжиссер, сценарист и актёр озвучивания из киностудии Walt Disney Animation. Он известен как сорежиссёр мультфильмов «Медвежонок Винни и его друзья» (2011), основанного на повести А. А. Милна «Винни-Пух», «Город героев» (2014), который был вдохновлён комиксом Marvel Big Hero 6, «Моана» (2016), а также «Райя и последний дракон» (2021) . «Город героев» получил премии «Оскар», «Золотой глобус» и «Энни» за лучший анимационный полнометражный фильм в 2015 году.
Холл выпускник Университета Айовы со степенью бакалавра изящных искусств в области рисунка и живописи.

## Фильмография

### Художественные фильмы
| Год  | Фильм                         | Участие    | Участие   | Участие                            | Участие                | Участие | Участие                  | Участие                                 | Участие |
| Год  | Фильм                         | Режиссёр   | Сценарист | Руководитель/ Сюжетный супервайзер | Художник-расскадровщик | Другое  | Озвучивание              | Примечания                              |         |
| ---- | ----------------------------- | ---------- | --------- | ---------------------------------- | ---------------------- | ------- | ------------------------ | --------------------------------------- | ------- |
| 1999 | Тарзан                        | Нет        | Сюжет     | Нет                                | Нет                    | Нет     |                          |                                         |         |
| 2000 | Похождения императора         | Нет        | Нет       | Нет                                | Да                     | Да      |                          | Дополнительный материал для рассказа    |         |
| 2003 | Братец медвежонок             | Нет        | Нет       | Нет                                | Нет                    | Да      |                          | Дополнительный сюжет                    |         |
| 2005 | Цыплёнок Цыпа                 | Нет        | Нет       | Нет                                | Да                     | Да      |                          | Дизайн персонажей                       |         |
| 2007 | В гости к Робинсонам          | Нет        | Сценарий  | Да                                 | Нет                    | Да      | Тренер/Гастон Фрамагуччи |                                         |         |
| 2008 | Вольт                         | Нет        | Нет       | Нет                                | Нет                    | Да      |                          | Специальная благодарность               |         |
| 2009 | Принцесса и лягушка           | Нет        | Нет       | Да                                 | Нет                    | Да      | Дарнелл                  | Художественный руководитель - Сценарий  |         |
| 2010 | Рапунцель: Запутанная история | Нет        | Нет       | Нет                                | Нет                    | Нет     |                          | Disney Story Trust - в титрах не указан |         |
| 2011 | Медвежонок Винни и его друзья | Да         | Сюжет     | Нет                                | Нет                    | Нет     |                          | Disney Story Trust - в титрах не указан |         |
| 2012 | Ральф                         | Нет        | Нет       | Нет                                | Нет                    | Нет     |                          | Disney Story Trust - в титрах не указан |         |
| 2013 | Холодное сердце               | Нет        | Нет       | Нет                                | Нет                    | Нет     |                          | Disney Story Trust - в титрах не указан |         |
| 2014 | Город героев                  | Да         | Нет       | Нет                                | Нет                    | Да      |                          | Креативное руководство                  |         |
| 2016 | Зверополис                    | Нет        | Нет       | Нет                                | Нет                    | Да      |                          | Креативное руководство                  |         |
| 2016 | Моана                         | Сорежиссер | Сюжет     | Нет                                | Нет                    | Да      |                          | Креативное руководство                  |         |
| 2018 | Ральф против интернета        | Нет        | Нет       | Нет                                | Дополнения             | Да      |                          | Креативное руководство                  |         |
| 2019 | Холодное сердце 2             | Нет        | Нет       | Нет                                | Нет                    | Да      |                          | Креативное руководство                  |         |
| 2021 | Райя и последний дракон       | Да         | Сюжет     | Нет                                | Нет                    | Да      |                          | Креативное руководство                  |         |
| 2021 | Энканто                       | Нет        | Нет       | Нет                                | Нет                    | Да      |                          | Креативное руководство                  |         |

### Короткометражные фильмы и сериалы
| 2017 | Gone Fishing | Сорежиссер | Нет | Нет | Нет |                                                                |
| 2022 | Baymax!      | TBA        | TBA | Да  | Да  | Создатель сериала Disney+ Оригинальный короткометражный сериал |

## Сотрудничество
- Крис Уильямс, работал с Холлом над Городом героев и Моаной.
- Stephen J. Anderson, работал с Холлом над рядом фильмов Диснея, включая сорежиссирование Медвежонка Винни и его друзей.
- Марк Диндал, работал с Холлом над Похождениями императора и Цыплёнком Цыпой.
- Carlos López Estrada, работал с Холлом над Райей и последним драконом.

## Награды и номинации

### Победы
- (2015) - Academy Award "Best Animated Feature" за Город Героев
- (2015) - Visual Effects Society Award "Outstanding Animation in an Animated Feature Motion Picture" за  Город Героев

### Номинации
- (2008) - Annie Award "Storyboarding in an Animated Feature Production" за В гости к Робинсонам
- (2012) - Gold Derby Award "Animated Feature" за Медвежонок Винни и его друзья
- (2012) - Annie Award «Writing in a Feature Production» за Медвежонок Винни и его друзья
- (2012) - Annie Award «Directing in a Feature Production» за Медвежонок Винни и его друзья
- (2015) - Annie Award "Outstanding Achievement in Directing in an Animated Feature Production" за Город героев
- (2015) - Alliance of Women Film Journalists "Best Animated Feature Film" за Город героев
- (2015) - BAFTA "Best Animated Feature Film" за Город героев
- (2015) - Cinema Bloggers Award, Portugal "Best Animated Film" за Город героев
- (2015) - Crítici de Cinema Online Portugueses Award "Best Animated Film" за Город героев
- (2015) - Gold Derby Award "Animated Feature" за Город героев
- (2017) - Alliance of Women Film Journalists "Best Animated Film" за Моана